# Musée Hallwyl
 (avril 2025).
Le musée Hallwyl est un musée national suédois d'histoire et d'art installé dans le palais Hallwyl au cœur du quartier de Skravelberget à Stockholm en Suède. Inauguré en 1938, il contient de vastes collections d'art, d'antiquités, d'armes, de porcelaine, d'objets asiatiques, de chinoiseries et d'argenterie, mais aussi de jouets et d'objets du quotidien, acquises par la comtesse Wilhelmina von Hallwyl.  La collection comprend plus de 50 000 objets référencés. Au-delà de la collection d'objets, l'intérieur même de cet hôtel particulier montre le goût décoratif d'une maison privée du tournant du siècle 1900 avec ses installations d'époque, dont un ascenseur et ses salles de bain, mais également son mobilier classique, et ce comme le démontrent également ses équivalents parisiens que sont le musée Jacquemart-André ou le musée Nissim-de-Camondo.
Le personnel du musée, gardiens et surveillants au contact des visiteurs sont habillés et coiffés à la mode du début du XXe siècle.

## Historique
Le palais a été construit pour le comte et la comtesse Walther et Wilhelmina von Hallwyl comme résidence à Stockholm, par les architectes Isak Gustaf Clason et Albert Collett. Il a été achevé en 1898. En 1920, les Halwyll lèguent le bâtiment et ses collections à l'État suédois. Il est classé monument historique depuis 2015.

## Structure
Inspiré par l'architecture hispano-vénitienne, le bâtiment se présente avec une façade de grès rouge sur rue percée d'une porte cochère qui conduit à une entrée majestueuse et à une cour carrée intérieure.
Les quelque 40 chambres du bâtiment sont réparties sur cinq étages. La cuisine et les espaces annexes sont en sous-sol, tandis que le rez-de-chaussée abrite des pièces de réception richement décorées, des vestiaires et dans l'aile des bureaux destinés à l'origine à l'entreprise familiale. Aux étages se trouvent les salons de réception, et la chambre et la salle de bain sont situées deux étages plus haut. Le grenier a été aménagé avec une piste de bowling, une galerie de photos et une salle de sport pour la comtesse, avec un espalier.

Quelques vues de l'intérieur
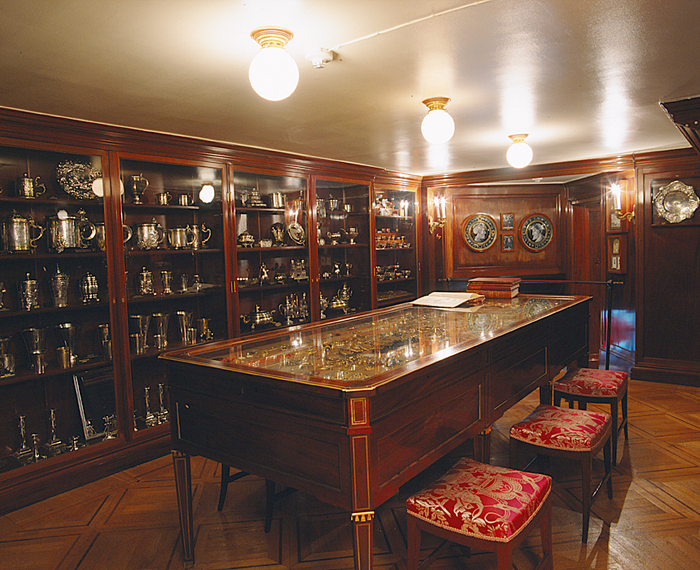
La chambre de l'argenterie.
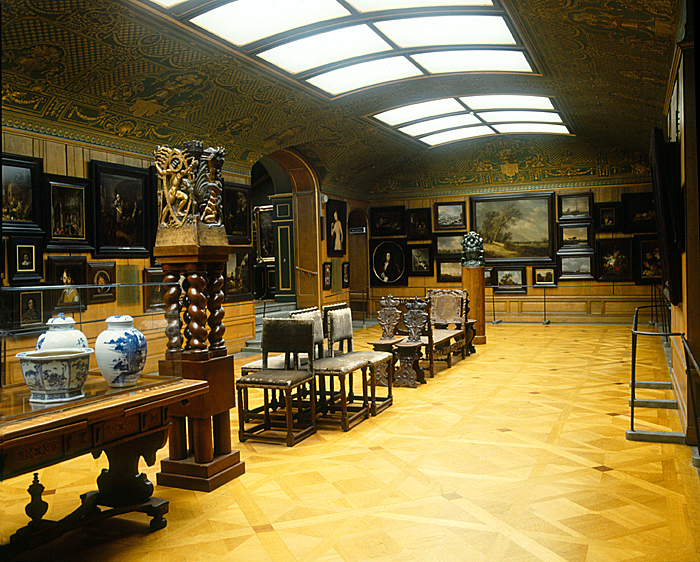
La galerie de peinture.
La cuisine.
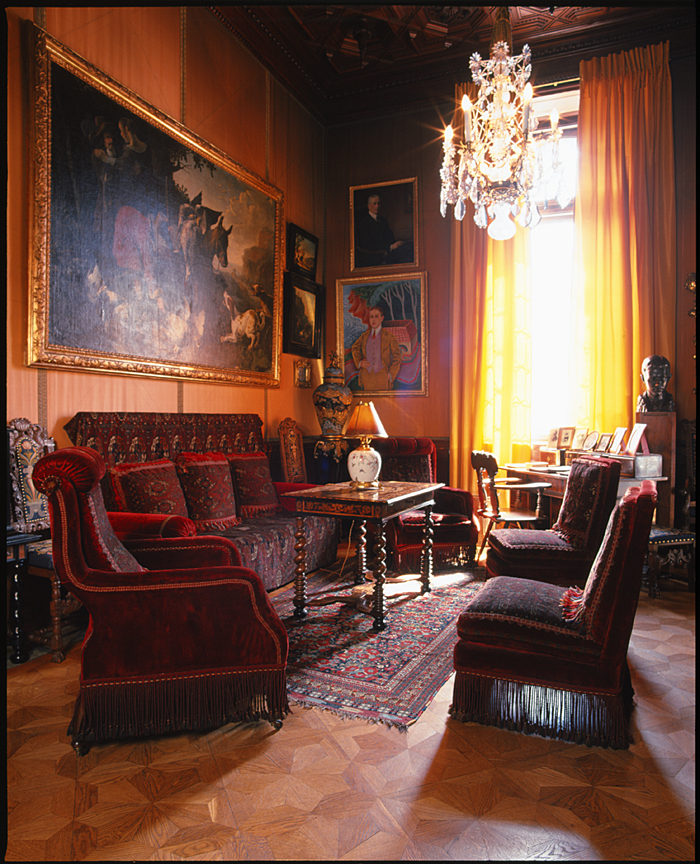
Le fumoir.
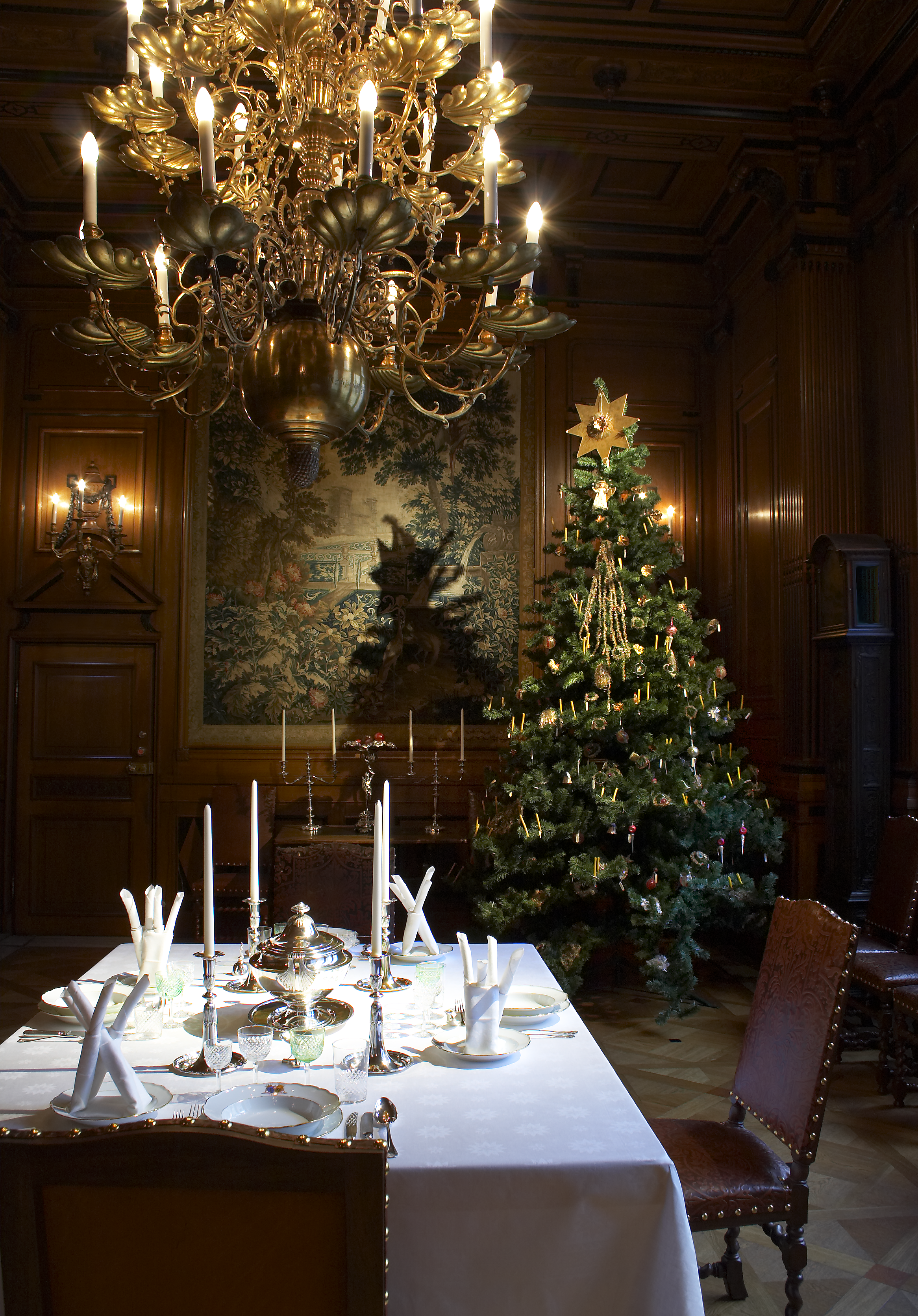
Noël au musée.
La salle à manger.

## Collections

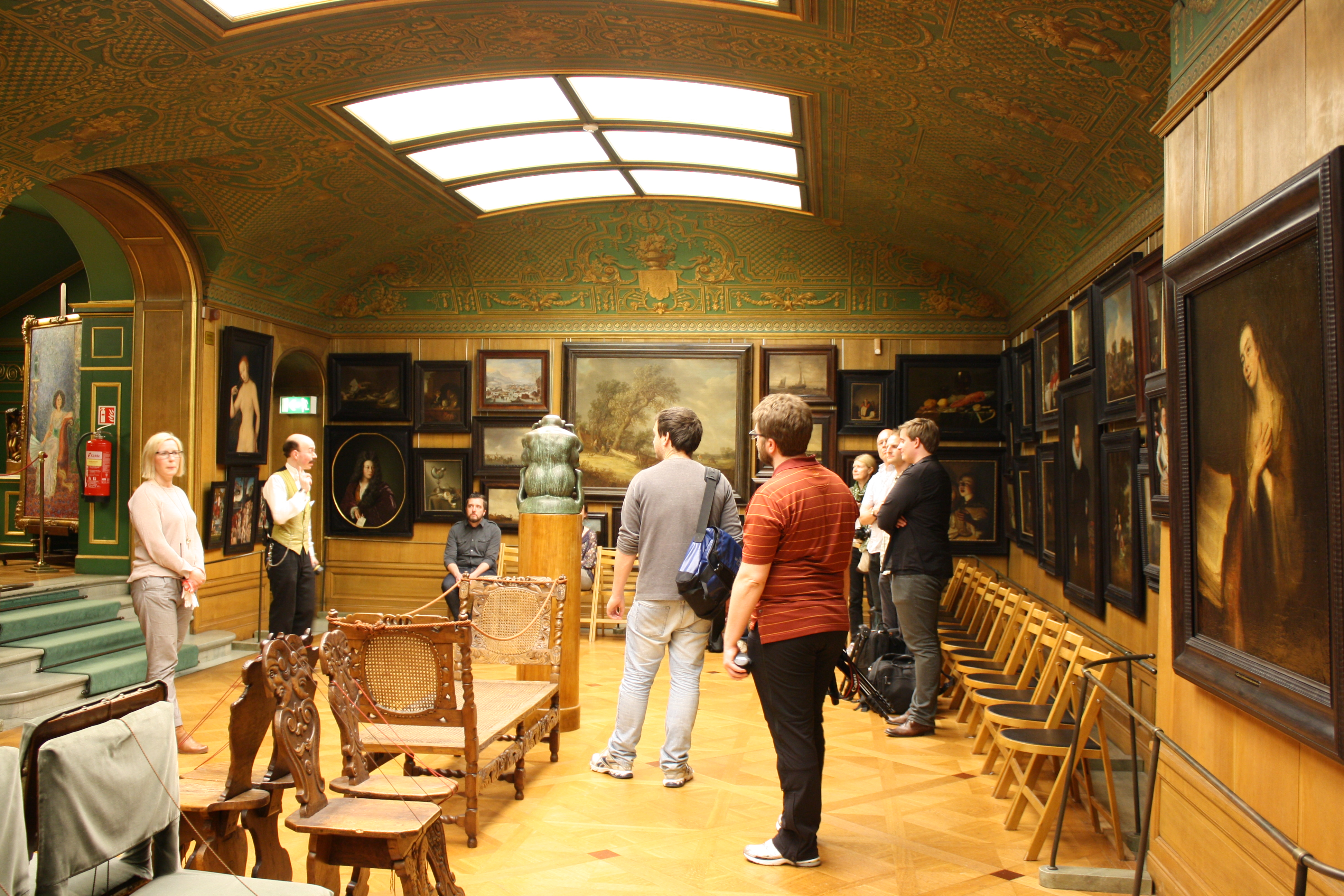
Vue partielle de la galerie de peintures au dernier étage.

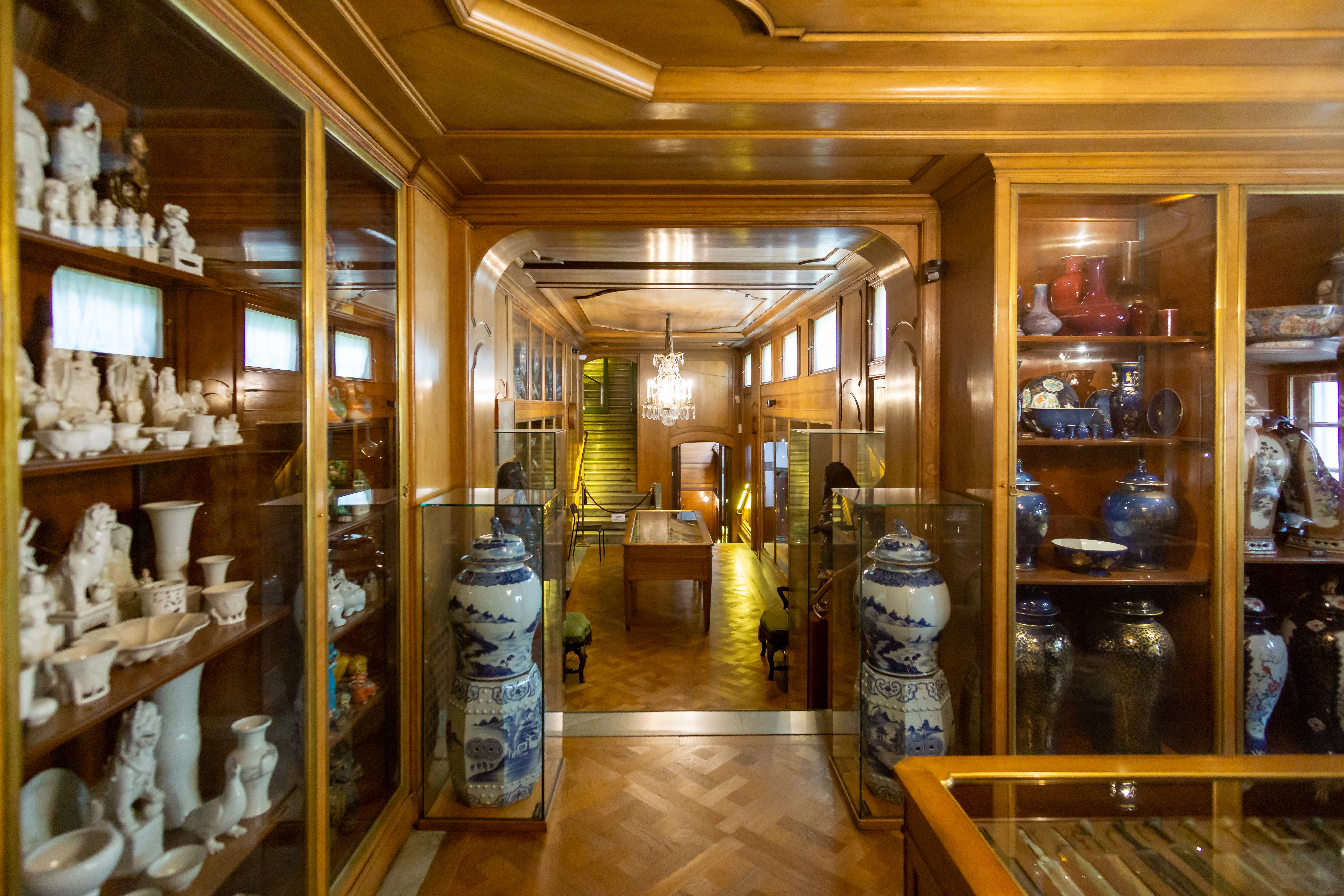
Vitrines de la salle des porcelaines, conçues par Wilhelmina von Hallwyl, en amoncellement d'objets chinois et de chinoiseries.

Wilhelmina von Hallwyl a acquis de grandes collections d'art, de peintures, d'antiquités, d'armes, de porcelaine et d'argent et a décidé très tôt de faire de sa maison un  musée. Le premier objet de ses collections est un coquillage qu'elle a reçu de son père lorsqu'elle était enfant. L'objet est toujours là dans le cadre de sa collection d'escargots.
Au début, elle avait l'intention de ne faire don que de ses collections à l'État Suédois, puis elle prit la décision de donner toute la maison et d'en montrer l'environnement, y compris les objets du quotidien. L'idée étant de préserver et de montrer une maison patricienne à Stockholm au tournant du siècle 1900. Selon la lettre de donation, la maison doit être montrée « non perturbée » telle qu'elle était lorsque le couple de comtes y vivait.
À partir du décès du comte en 1921, la comtesse et plusieurs employés répertorient et numérotent tous les objets de la maison, de manière à pouvoir tous les exposer, elle-même dessine plans et vitrines et plaçant cordons et séparations.
Achevé en 1955, après la mort de la comtesse en 1930, le catalogue se compose de 78 volumes édités à 110 exemplaires,.
Le musée fut ouvert au public en 1938. Les statuts stipulent que la directrice du musée doit être une femme, docteur en philosophie et de confession protestante. Le premier directeur est l'historienne de l'art Eva Bergman qui a occupé ce poste jusqu'en 1973.